# Flavien Boyomo
Flavien Enzo Thiedort Boyomo (Tolosa, 7 ottobre 2001) è un calciatore camerunese con cittadinanza francese, difensore dell'Osasuna e della nazionale camerunense.

## Biografia
Nato a Tolosa, ha origini camerunesi. Nel maggio 2003 ha ottenuto la cittadinanza francese.

## Carriera

### Club

#### Inizi e Albacete
Cresciuto nei settori giovanili di Tolosa e Blackburn, nell'agosto 2020, dopo essersi svincolato dagli inglesi, viene acquistato dall'Albacete che lo aggrega alla propria squadra riserve. Esordisce in prima squadra il 26 settembre 2020, in occasione dell'incontro di Segunda División perso per 1-0 contro il Fuenlabrada. Sigla la sua prima rete con la squadra e contestualmente in campionato un mese dopo, nell'incontro vinto per 2-1 contro il Rayo Vallecano. Il 23 dicembre successivo prolunga il suo contratto fino al 2024.

#### Real Valladolid e Osasuna
Il 7 luglio 2023 firma un contratto quadriennale con il Real Valladolid.
Il 29 agosto 2024 viene acquistato dall'Osasuna.

### Nazionale
Nel marzo 2023 viene convocato per la prima volta dal Camerun, nazionale delle sue origini.
Il 19 novembre 2024 esordisce con la massima selezione camerunese nel successo per 2-1 contro lo Zimbabwe.

## Statistiche

### Presenze e reti nei club
Statistiche aggiornate al 25 novembre 2024.
| Stagione               | Squadra                | Campionato             | Campionato | Campionato | Coppe nazionali | Coppe nazionali | Coppe nazionali | Coppe continentali | Coppe continentali | Coppe continentali | Altre coppe | Altre coppe | Altre coppe | Totale | Totale |
| Stagione               | Squadra                | Comp                   | Pres       | Reti       | Comp            | Pres            | Reti            | Comp               | Pres               | Reti               | Comp        | Pres        | Reti        | Pres   | Reti   |
| ---------------------- | ---------------------- | ---------------------- | ---------- | ---------- | --------------- | --------------- | --------------- | ------------------ | ------------------ | ------------------ | ----------- | ----------- | ----------- | ------ | ------ |
| 2020-2021              | Albacete               | SD                     | 31         | 1          | CR              | 1               | 0               |                    | -                  | -                  |             | -           | -           | 32     | 1      |
| 2021-2022              | Albacete               | PDR                    | 25+2       | 0          | CR              | 2               | 0               |                    | -                  | -                  |             | -           | -           | 29     | 0      |
| 2022-2023              | Albacete               | SD                     | 37         | 0          | CR              | 2               | 0               |                    | -                  | -                  |             | -           | -           | 39     | 0      |
| Totale Albacete        | Totale Albacete        | Totale Albacete        | 93+2       | 1          |                 | 5               | 0               |                    | -                  | -                  |             | -           | -           | 100    | 1      |
| 2023-2024              | Real Valladolid        | SD                     | 38         | 1          | CR              | 1               | 0               |                    | -                  | -                  |             |             |             | 39     | 1      |
| ago.2024               | Real Valladolid        | PD                     | 3          | 0          | CR              | -               | -               |                    | -                  | -                  |             |             |             | 3      | 0      |
| Totale Real Valladolid | Totale Real Valladolid | Totale Real Valladolid | 41         | 1          |                 | 1               | 0               |                    |                    |                    |             |             |             | 42     | 1      |
| ago. 2024-2025         | Osasuna                | PD                     | 11         | 1          | CR              | 0               | 0               |                    | -                  | -                  |             |             |             | 11     | 1      |
| Totale carriera        | Totale carriera        | Totale carriera        | 147        | 2          |                 | 6               | 0               |                    | -                  | -                  |             | -           | -           | 153    | 3      |

### Cronologia presenze e reti in nazionale
| Cronologia completa delle presenze e delle reti in nazionale ― Camerun | Cronologia completa delle presenze e delle reti in nazionale ― Camerun | Cronologia completa delle presenze e delle reti in nazionale ― Camerun | Cronologia completa delle presenze e delle reti in nazionale ― Camerun | Cronologia completa delle presenze e delle reti in nazionale ― Camerun | Cronologia completa delle presenze e delle reti in nazionale ― Camerun | Cronologia completa delle presenze e delle reti in nazionale ― Camerun | Cronologia completa delle presenze e delle reti in nazionale ― Camerun |
| Data                                                                   | Città                                                                  | In casa                                                                | Risultato                                                              | Ospiti                                                                 | Competizione                                                           | Reti                                                                   | Note                                                                   |
| ---------------------------------------------------------------------- | ---------------------------------------------------------------------- | ---------------------------------------------------------------------- | ---------------------------------------------------------------------- | ---------------------------------------------------------------------- | ---------------------------------------------------------------------- | ---------------------------------------------------------------------- | ---------------------------------------------------------------------- |
| 19-11-2024                                                             | Yaoundé                                                                | Camerun                                                                | 2 – 1                                                                  | Zimbabwe                                                               | Qual. Coppa d'Africa 2025                                              | -                                                                      |                                                                        |
| 19-3-2025                                                              | Nelspruit                                                              | eSwatini                                                               | 0 – 0                                                                  | Camerun                                                                | Qual. Mondiali 2026                                                    | -                                                                      | 43’ 46’                                                                |
| 6-6-2025                                                               | Marrakech                                                              | Camerun                                                                | 3 – 0                                                                  | Uganda                                                                 | Amichevole                                                             | 1                                                                      |                                                                        |
| 9-6-2025                                                               | Marrakech                                                              | Camerun                                                                | 1 – 1                                                                  | Guinea Equatoriale                                                     | Amichevole                                                             | -                                                                      |                                                                        |
| Totale                                                                 |                                                                        | Presenze                                                               | 4                                                                      |                                                                        | Reti                                                                   | 1                                                                      |                                                                        |